# 豆求周
豆求周（？—468年），鲜卑姓豆连氏，代人，北魏平东将军、统万镇大将、长广恭王豆代田之子，北魏官员。

## 生平
豆求周一开始担任内三郎，跟随魏太武帝拓跋焘进攻到长江，获赐爵五等子，又进爵为侯爵。之后豆求周承袭了父亲的爵位长广公，出任选部尚书。和平二年，魏文成帝拓跋濬南巡，从定州前往邺城，三月丁巳朔（461年3月27日），魏文成帝在灵丘亲自射箭越过山峰，豆求周跟随参与了这次南巡，题名中称之为“选部尚书、长广公豆连求周”。皇兴二年（468年），豆求周去世，朝廷赠予征北大将军，长广王，谥号简。儿子豆多侯继承了长广公的爵位。